# Softbol als Jocs Olímpics d'Estiu del 2000

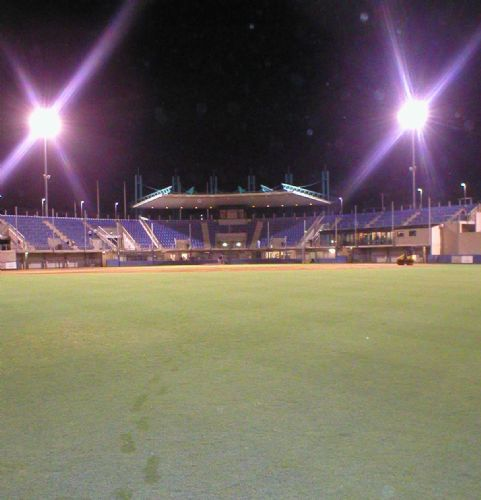
Imatge del camp de softball usat durant els Jocs.

Als Jocs Olímpics d'Estiu del 2000 celebrats a la ciutat de Sydney (Austràlia) es disputà una competició de softbol en categoria femenina. La competició es desenvolupà entre els dies 17 i 26 de setembre del 2000 al Blacktown Olympic Centre.

## Comitès participants
Hi participaren un total de 120 jugadores de 8 comitès nacionals diferents.
| - Austràlia - Canadà - Cuba - Estats Units | - Itàlia - Japó - Nova Zelanda - R.P. de la Xina |

## Resum de medalles
| Prova   | Or | Argent | Bronze |
| Softbal | Estats UnitsLaura Berg · Lisa Fernandez · Lori Harrigan · Michele Smith · Christie Ambrosi · Jennifer Brundage · Crystl Bustos · Sheila Cornell · Danielle Henderson · Jennifer McFalls · Stacey Nuveman · Leah O'Brien · Dot Richardson · Michelle Venturella · Christa Lee Williams | JapóMisako Ando · Yumiko Fujii · Taeko Ishikawa · Kazue Ito · Yoshimi Kobayashi · Shiori Koseki · Mariko Masubuchi · Naomi Matsumoto · Emi Naito · Haruka Saito · Juri Takayama · Hiroko Tamoto · Reika Utsugi · Miyo Yamada · Noriko Yamaji | AustràliaJoanne Brown · Kerry Dienelt · Peta Edebone · Tanya Harding · Melanie Roche · Natalie Ward · Brooke Wilkins · Sandra Allen · Sue Fairhurst · Selina Follas · Fiona Hanes · Kelly Hardie · Sally McDermid · Simmone Morrow · Natalie Titcume |

## Medaller
| Posició | País         | Or | Argent | Bronze | Total |
| 1       | Estats Units | 1  | 0      | 0      | 1     |
| 2       | Japó         | 0  | 1      | 0      | 1     |
| 3       | Austràlia    | 0  | 0      | 1      | 1     |